# Simbelmynë
Simbelmynë, que significa ‘siempreviva’ o ‘nomeolvides’ en rohírrico, es el nombre de una flor ficticia del legendarium del escritor británico J. R. R. Tolkien. Tiene los pétalos de color blanco y florece en todas las estaciones del año, de ahí su nombre.
Los elfos la llamaban uilos (‘nieve blanca’) por su color, y alfirin (‘inmortal’).
Se podía encontrar en el gran desfiladero de Gondolin donde fue vista por Tuor, en la tumba del rey Elendil en Halifirien, y en Rohan, donde crecía en los grandes túmulos funerarios de los reyes, sobre todo en el del rey Helm Manomartillo.
En El retorno del Rey, Legolas llama alfirin a una flor que crecía en los campos de la región de Lebennin, en Gondor, cerca del delta del río Anduin. Pero seguramente se trate de otra flor, pues dice que tiene los pétalos dorados: «Y las campánulas doradas caen del mallos y el alfirim...».